# Straight (autobiografia)
Straight è il secondo libro autobiografico pubblicato dall'artista anglo-irlandese Boy George, nel 2005, in collaborazione con lo scrittore londinese Paul Gorman, per la casa editrice britannica Century di Londra. La prima autobiografia, Take It Like a Man, era uscita, nel 1995, per la Sidgwick & Jackson, altro editore con sede nella capitale inglese, in collaborazione con Spencer Bright, già autore di una biografia dell'ex cantante dei Genesis, Peter Gabriel.

## Edizioni
- Boy George con Paul Gorman, Straight, collana Musicale, Century/Londra, UK, 2005,  pp. 284 + xx, ISBN 1-84413-390-7.